# 도다 칸진이치로
도다누키 신이치로　
기업가, 동다누키기획(주) 대표이사, (주)모리빌딩 마케터, (주)모리미술관 마케터, 인사혁신처 홍보기획자
모리 미술관의 디지털 마케팅을 담당, SNS 운영자이다.
일본에서 가장 많은 팔로워를 보유한 미술관 SNS 계정을 운영. 모리미술관에서는 SNS를 중심으로 다양한 마케팅을 전개하고 있으며, 현대미술 전시에서는 이례적으로 많은 관람객을 유치(여러 전시에서 50만 명 이상 기록)하고 있다.
2024년 현재 SNS 운영을 중심으로 한 프로모션 기획자로 다방면에서 활약하고 있다.
저서 「줄서는 미술관의 SNS 마케팅 비법」( 쇼영사 )으로도 유명 .
그 외, 기업 SNS 운용의 어드바이저, 강연·세미나, 기고 다수.

## 기사·인터뷰
- “国内NO.1の美術館「SNSアカウント」は、いかにして生まれたか？”. 《Forbes Japan》 (일본어). 2019년 10월 10일에 확인함. 다음 글자 무시됨: ‘和書’ (도움말)
- “SNS時代の美術館マーケティングはどうあるべきか？　森美術館広報・洞田貫晋一朗に聞く”. 《美術手帖》 (일본어). 2019년 7월 21일에 확인함. 다음 글자 무시됨: ‘和書’ (도움말)
- “実はSNSきっかけの来館が多い森美術館　「中の人」が明かす実態”. 《日経クロストレンド》 (일본어). 2020년 2월 28일에 확인함. 다음 글자 무시됨: ‘和書’ (도움말)
- “森美術館、SNSで来場者増　担当者の“気働き”が奏功”. 《日経クロストレンド》 (일본어). 2020년 4월 20일에 확인함. 다음 글자 무시됨: ‘和書’ (도움말)
- “「“中の人”は、人気者にならなくてもいい」。森美術館のSNS担当者によるアドバイスが優しくてタメになる”. 《ハフポスト日本版》 (일본어). 2019년 7월 25일에 확인함. 다음 글자 무시됨: ‘和書’ (도움말)
- “SNSの作法：森美術館になぜ人が集まるのか”. 《日本マーケティング協会》 (일본어). 2020년 8월 24일에 확인함. 다음 글자 무시됨: ‘和書’ (도움말)